# Flávio Medeiros da Silva
Flávio Medeiros da Silva (Santos, 10 febbraio 1996) è un calciatore brasiliano, centrocampista dell'Al-Taawoun. È il fratello gemello di Fernando Medeiros.

## Caratteristiche tecniche
È un mediano.

## Carriera

### Club
Cresciuto nelle giovanili del Vitória, ha esordito il 28 novembre 2015 in un match vinto 3-1 contro il Santa Cruz.

## Statistiche

### Presenze e reti nei club
Statistiche aggiornate al 7 luglio 2017.
| Stagione        | Squadra         | Campionato      | Campionato | Campionato | Coppe nazionali | Coppe nazionali | Coppe nazionali | Coppe continentali | Coppe continentali | Coppe continentali | Altre coppe      | Altre coppe | Altre coppe | Totale | Totale | Totale |
| Stagione        | Squadra         | Comp            | Pres       | Reti       | Comp            | Pres            | Reti            | Comp               | Pres               | Reti               | Comp             | Pres        | Reti        | Pres   | Reti   |        |
| --------------- | --------------- | --------------- | ---------- | ---------- | --------------- | --------------- | --------------- | ------------------ | ------------------ | ------------------ | ---------------- | ----------- | ----------- | ------ | ------ | ------ |
| 2015            | Vitória         | B+BAI           | 33+6       | 0          | CB              | 3               | 0               |                    | -                  | -                  | Copa do Nordeste | 4           | 1           | 46     | 1      |        |
| 2016            | Vitória         | A+BAI           | 10+4       | 0          | CB              | 2               | 0               | CS                 | 1                  | 0                  |                  | -           | -           | 17     | 0      |        |
| 2017            | Ferroviária     | PAU             | 0+7        | 0          | CB              | 1               | 0               |                    | -                  | -                  |                  | -           | -           | 8      | 0      |        |
| 2017            | Vitória         | A+BAI           | 1+0        | 0          | CB              | 0               | 0               |                    | -                  | -                  |                  | -           | -           | 1      | 0      |        |
| Totale Vitoria  | Totale Vitoria  | Totale Vitoria  | 54         | 0          |                 | 5               | 0               |                    | 1                  | 0                  |                  | 4           | 1           | 64     | 1      |        |
| Totale carriera | Totale carriera | Totale carriera | 61         | 0          |                 | 6               | 0               |                    | 1                  | 0                  |                  | 4           | 1           | 72     | 1      |        |

## Palmarès

### Competizioni statali
- Campionato Baiano: 2

Vitória: 2016, 2017

### Competizioni nazionali
- Supercoppa di Turchia: 1

Trabzonspor: 2020